# Tremmerup Skov
Tremmerup Skov (også Tved Skov) er et sammenhængende skovområde syd for Lyksborg by i det nordlige Angel i Sydslesvig. Skoven strækker sig fra Mørvig og Mejervig i sydvest til Sandvig og Lyksborg centrum i nord. I nord støder skoven til Flensborg Fjord. I sydvest fortsætter skoven som Tved Ager, i nordøst som Ville. Midt i skoven ligger Røjkær Sø og Vesterværk Sø. Den mellemste del ved Mejervig omtales som Midtkobbel (Mittkoppel), den sydlige som Sønderskov (Süderholz) og dens nordlige som Nørreskov. De mest dominerende træarter er eg og bøg, men også en række andre løv- og nåletræer vokser udmærket i skoven. Gennem skoven løber Frisbæk, som munder ud ved Mejervig. Skovområdet er statsejet og byder på et godt udbygget vejnet med en samlet længde på 20 km veje og stier.
Tremmerup er første gang dokumenteret 1691. Navnet betegnede i beygndelsen landsbyen Tremmerup og gik først senere over til skoven. Det henføres til mandsnavnet glda. Thrimmi, som står formodentlig i forbindelse med glda. thrimma for at hoppe eller lignende. Administrativt hører største del under Lyksborg Kommune, tidligere under Munkbrarup Sogn (Munkbrarup Herred, Flensborg Amt).